# Dielektrická vodivost
Dielektrická vodivost, čili permitance, a dielektrický odpor, čili elastance, jsou vzájemně reciproké skalární fyzikální veličiny vyjadřující prostupnost daného dielektrického tělesa pro Elektrický indukční tok.

## Značení, definice a jednotky

### Dielektrická vodivost
- Doporučené značení: Gd[1]
- Definice:[1]
Dielektrická vodivost je definována jako podíl elektrického indukčního toku Ψ mezi dvěma ekvipotenciálními plochami v dielektriku a rozdílu jejich potenciálů V1 − V2:
{\displaystyle G_{\mathrm {d} }={\frac {\Psi }{V_{1}-V_{2}}}},
resp. jako převrácená hodnota dielektrického odporu:
{\displaystyle G_{\mathrm {d} }={\frac {1}{R_{\mathrm {d} }}}},
- Jednotky:[1]
Hlavní jednotkou v SI je 1 farad, značka 1 F

### Dielektrický odpor
- Doporučené značení: Rd[1]
- Definice:[1]
Dielektrický odpor je definována jako podíl rozdílu potenciálů V1 − V2 dvou ekvipotenciálních ploch v dielektriku a elektrického indukčního toku Ψ mezi nimi:
{\displaystyle R_{\mathrm {d} }={\frac {V_{1}-V_{2}}{\Psi }}}
- Jednotky:[1]
Hlavní jednotkou v SI je 1 reciproký farad, značka 1 F−1

## Vlastnosti a výpočet
Z definice vyplývá, že dielektrický odpor je převrácenou hodnotou dielektrické vodivosti a naopak:
{\displaystyle R_{\mathrm {d} }={\frac {1}{G_{\mathrm {d} }}}}, resp. {\displaystyle G_{\mathrm {d} }={\frac {1}{R_{\mathrm {d} }}}}.

### Měrná dielektrická vodivost
Protože elektrický indukční tok roste s obsahem plochy, skrz kterou prochází, a protože rozdíl potenciálů (v prostředí bez nábojů) roste v daném poli se vzdáleností ekvipotenciálních ploch, závisí dielektrická vodivost a dielektrický odpor na rozměrech daného dielektrického tělesa. V homogenním poli je proto dielektrická vodivost přímo úměrná obsahu příčné plochy a nepřímo úměrná podélnému rozměru ve směru vektoru elektrické indukce.
Koeficientem úměrnosti, charakterizujícím lokální prostupnost prostředí pro tok elektrické indukce, je měrná dielektrická vodivost, známější jako permitivita a značená ε.
I v nehomogenním dielektrickém prostředí tedy platí, že dielektrická vodivost elementárního hranolu s podstavami o obsahu dS a výškou dl, umístěného výškou ve směru vektoru elektrické indukce, je dána výrazem:
{\displaystyle G_{\mathrm {d} }=\varepsilon {\frac {\mathrm {d} S}{\mathrm {d} l}}}.

### Vztah ke kapacitě kondenzátoru
Elektrický indukční tok mezi elektrodami kondenzátoru je číselně roven jejich náboji, napětí na kondenzátoru je definováno jako rozdíl potenciálů jeho elektrod. 
Kapacita kondenzátoru je tedy z definice svou velikostí rovna dielektrické vodivosti dielektrika mezi jeho elektrodami (obdobný charakter naznačuje již shodná jednotka - farad).
To je i důvod, proč se v elektrotechnické praxi dielektrická vodivost používá jako samostatná veličina pouze zřídka.